# Survival Skills
Survival Skills is de zestiende aflevering van het negende seizoen van het tienerdrama Beverly Hills, 90210, die voor het eerst werd uitgezonden op 17 februari 1999.

## Plot
Nu Kelly Matt heeft verlaten zodat hij verder kan met zijn vrouw Lauren denkt Kelly dat iedereen de kant van Matt kiest en dat zij alleen staat. Dylan vertelt haar dat zij dit fout ziet maar is niet te overtuigen. Dylan boekt een dure hotelkamer voor Matt en Lauren om hun een mooie nacht te bezorgen uit dankbaarheid voor wat Matt voor hem gedaan heeft. Gina hoort toevallig dat Dylan een hotelkamer boekt en denkt dat hij dit voor hen doet, als zij de ware reden hoort is zij teleurgesteld. Kelly wordt depressief door deze gebeurtenissen en om haar gedachten opzij te zetten vraagt David of zij hem wil helpen bij zijn radio uitzending, als zij dan telefoontjes beantwoord dan doet zij dit op een zo negatieve manier dat David wanhopig wordt. Matt is druk aan het pakken voor een hotelovernachting en Lauren komt bij hem en vertelt hem dat zij bij de dokter is geweest en dat de dokter zegt dat zij moet stoppen met het nemen van Clozapine omdat haar bloedwaarde niet goed is. Als zij stopt met Clozapine betekent dat haar ziekte weer terug kan komen. Nu heeft Lauren twee opties, als zij niet stopt met Clozapine dan sterft zij en als zij stopt dan krijgt zij weer schizofrenie maar blijft leven. Matt wil dat zij nu stopt en blijft leven maar Lauren wil niet stoppen met Clozapine en de rest van haar tijd doorbrengen met Matt. Matt wil haar gelukkig maken en zegt tegen haar dat hij haar beslissing zal respecteren, Lauren wil doorgaan met het slikken van Clozapine maar het probleem is dat haar pillen opraken en zij krijgt geen nieuw recept. Matt belooft haar dat hij dan op een andere manier gaat proberen om aan deze pillen te komen. Nu Kelly weer vrijgezel is krijgt zij veel belangstelling van Dylan, dit tot ongenoegen van Gina. Als Kelly een auto koopt voor Dylan dan wordt dit toch te gek voor Gina.
Gina weet wat zij en Noah vroeger samen seks hebben gehad en laat hem merken dat zij dit niet vergeten is en probeert zo onrust te zaaien tussen hem en Donna. Donna en David praten na over hun kus die zij laatst hebben gehad en voelen weer hun oude liefde tussen hen weer oplaaien. Als David hoort dat Noah Donna heeft gevraagd of zij met hem wil samenwonen dan schrikt hij hier toch van. Als David en Donna later weer samen zijn eindigt hun samenzijn weer in een kus.
Steve en Janet gaan kamperen in Yosemite National Park en nemen twee weesjongeren, Stewart en Marianne, mee om hun ervaring te laten opdoen. Steve is overenthousiast en dit stelt Janet zwaar op de proef en om het probleem nog groter te maken blijkt dat Stewart en Marianne totaal niet met elkaar kunnen opschieten. Als zij eenmaal aan het kamperen zijn dan gaat alles fout, van slecht weer tot een beer die hen lastigvalt. Op een moment zijn Steve en Janet Steward en Marianne kwijt en Steve en Janet gaan hen zoeken, zij vinden de twee in een struik en het blijkt dat zij elkaar gevonden hebben in een intieme manier. Hierna praten Janet en Marianne met elkaar en zo ook Steve en Stewart over relaties en gevoelens. Zo blijkt dat mannen en vrouwen hier totaal anders over denken. Op weg naar huis gaan zij overnachten in een motel en kunnen maar één kamer krijgen, Stewart en Marianne krijgen deze kamer en Steve en Janet slapen in de auto. Steve en Janet hebben seks in de auto en de volgende ochtend wil Janet hier nooit meer over hebben maar Steve wil dat zij nu officieel een relatie hebben.

## Rolverdeling
- Jennie Garth - Kelly Taylor
- Ian Ziering - Steve Sanders
- Brian Austin Green - David Silver
- Tori Spelling - Donna Martin
- Luke Perry - Dylan McKay
- Joe E. Tata - Nat Bussichio
- Lindsay Price - Janet Sosna
- Daniel Cosgrove - Matt Durning
- Vanessa Marcil - Gina Kincaid
- Vincent Young - Noah Hunter
- Cari Shayne - Lauren Durning
- Brian Vaughan - Stewart
- Natanya Ross - Marianne
- Julie Caitlin Brown - Dr. Michaels